# Amphoe Sena
Amphoe Sena (Thai: อำเภอ เสนา, Aussprache: ʔāmpʰɤ̄ː sěːnāː) ist ein Landkreis (Amphoe – Verwaltungs-Distrikt) in der Provinz Ayutthaya („Provinz Phra Nakhon Si Ayutthaya“). Die Provinz Ayutthaya liegt in der Zentralregion von Thailand. 

## Geographie
Die benachbarten Amphoe sind im Uhrzeigersinn von Norden aus: Phak Hai, Bang Ban, Bang Sai (บางไทร), Lat Bua Luang und Bang Sai (บางซ้าย).
Im Zentrum des Hauptortes Sena steht ein Uhrenturm, der an allen vier Seiten die Zeit anzeigt. 

## Verwaltung

### Provinzverwaltung
Der Landkreis Sena ist in 17 Tambon („Unterbezirke“ oder „Gemeinden“) eingeteilt, die sich weiter in 132 Muban („Dörfer“) unterteilen.
| Nr. | Name          | Thai     | Muban | Einw. |
| --- | ------------- | -------- | ----- | ----- |
| 1.  | Sena          | เสนา     | 0-    | 4.075 |
| 2.  | Ban Phaen     | บ้านแพน   | 09    | 3.395 |
| 3.  | Chao Chet     | เจ้าเจ็ด   | 07    | 4.760 |
| 4.  | Sam Ko        | สามกอ    | 08    | 7.010 |
| 5.  | Bang Nom Kho  | บางนมโค  | 11    | 7.132 |
| 6.  | Hua Wiang     | หัวเวียง   | 13    | 4.209 |
| 7.  | Manwichai     | มารวิชัย   | 05    | 2.550 |
| 8.  | Ban Pho       | บ้านโพธิ์   | 12    | 3.431 |
| 9.  | Rang Chorakhe | รางจรเข้  | 07    | 2.751 |
| 10. | Ban Krathum   | บ้านกระทุ่ม | 10    | 2.114 |
| 11. | Ban Thaeo     | บ้านแถว   | 07    | 4.112 |
| 12. | Chai Na       | ชายนา    | 07    | 4.892 |
| 13. | Sam Tum       | สามตุ่ม    | 10    | 4.710 |
| 14. | Lat Nga       | ลาดงา    | 09    | 3.427 |
| 15. | Don Thong     | ดอนทอง   | 05    | 2.447 |
| 16. | Ban Luang     | บ้านหลวง  | 06    | 2.845 |
| 17. | Chao Sadet    | เจ้าเสด็จ  | 06    | 2.843 |

### Lokalverwaltung
Es gibt eine Kommune mit „Stadt“-Status (Thesaban Mueang) im Landkreis:
- Sena (Thai: เทศบาลเมืองเสนา) bestehend aus dem kompletten Tambon Sena.

Es gibt vier Kommunen mit „Kleinstadt“-Status (Thesaban Tambon) im Landkreis:
- Chao Chet (Thai: เทศบาลตำบลเจ้าเจ็ด) bestehend aus dem kompletten Tambon Chao Sadet und den Teilen der Tambon Chao Chet, Ban Thaeo.
- Hua Wiang (Thai: เทศบาลตำบลหัวเวียง) bestehend aus den kompletten Tambon Hua Wiang, Ban Krathum.
- Bang Nom Kho (Thai: เทศบาลตำบลบางนมโค) bestehend aus dem kompletten Tambon Bang Nom Kho.
- Sam Ko (Thai: เทศบาลตำบลสามกอ) bestehend aus dem kompletten Tambon Sam Ko.

Außerdem gibt es neun „Tambon-Verwaltungsorganisationen“ (องค์การบริหารส่วนตำบล – Tambon Administrative Organizations, TAO)
- Ban Phaen (Thai: องค์การบริหารส่วนตำบลบ้านแพน) bestehend aus dem kompletten Tambon Ban Phaen.
- Manwichai (Thai: องค์การบริหารส่วนตำบลมารวิชัย) bestehend aus dem kompletten Tambon Manwichai.
- Ban Pho (Thai: องค์การบริหารส่วนตำบลบ้านโพธิ์) bestehend aus dem kompletten Tambon Ban Pho.
- Rang Chorakhe (Thai: องค์การบริหารส่วนตำบลรางจรเข้) bestehend aus dem kompletten Tambon Rang Chorakhe.
- Chai Na (Thai: องค์การบริหารส่วนตำบลชายนา) bestehend aus dem kompletten Tambon Chai Na und Teilen des Tambon Chao Chet.
- Sam Tum (Thai: องค์การบริหารส่วนตำบลสามตุ่ม) bestehend aus dem kompletten Tambon Sam Tum.
- Lat Nga (Thai: องค์การบริหารส่วนตำบลลาดงา) bestehend aus dem kompletten Tambon Lat Nga.
- Don Thong (Thai: องค์การบริหารส่วนตำบลดอนทอง) bestehend aus dem kompletten Tambon Don Thong und Teilen des Tambon Ban Thaeo.
- Ban Luang (Thai: องค์การบริหารส่วนตำบลบ้านหลวง) bestehend aus dem kompletten Tambon Ban Luang.

## Verschiedenes

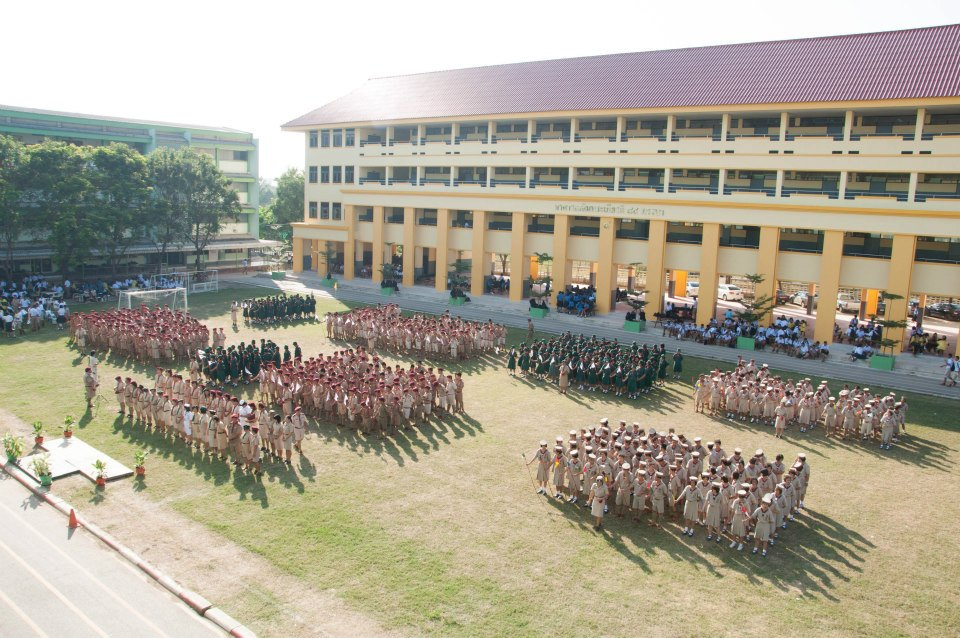
Schüler der Senaprasit-Schule

Wat Bang Nom Kho (Thai: วัดบางนมโค) ist ein buddhistischer Tempel (Wat) im Landkreis. Hier findet jeden Dienstagabend ein Tempelmarkt statt, auf dem zahllose Verkäufer verschiedenste Waren feilbieten.
Die Sekundarschule Senaprasit führt zwischen Weihnachten und Neujahr regelmäßige Sporttage durch. Zu diesem Anlass kleiden sich die Schüler in verschiedene thailändische Traditionsgewänder und marschieren über den Schulhof. Vom Stadtzentrum aus findet schließlich eine Prozession bis zur Schule statt. Drei Tage lang treten die Schüler in den verschiedensten Sportarten gegeneinander an.